# Золотой век испанской индустрии компьютерных игр
Золотой век испанской индустрии компьютерных игр — период приблизительно с 1983 по 1992 год, когда Испания стала одним из крупнейших (после Великобритании) в Европе производителем игровых программ для 8-битных компьютеров, в первую очередь для ZX Spectrum. Развитие и коммерциализация испанского программного обеспечения, до данного периода фактически не существовавшего, и выпуск первых сделанных в Испании компьютерных игр стали своеобразной «точкой отсчёта», после которой испанское программное обеспечение стало рассматриваться в мире как самостоятельное явление. 
Термин «золотой век испанской индустрии компьютерных игр» (исп. Edad de oro del soft español) широко использовался профильными журналами той эпохи и продолжает употребляться даже в нынешнее время. Уход от 8-битных технологий и наступление 16-битной эры в начале 1990-х годов привело к волне закрытий или реорганизаций большей части испанских компаний — производителей компьютерных игр. Наиболее известными фирмами, создававшими игры в период «золотого века», были Indescomp, Dinamic Software, Topo Soft, Made in Spain, Opera Soft, Ziggurat Interactive и другие.